# 萨莱讷
萨莱讷（法語：Salernes，法語發音：[salɛʁn]）是法国普罗旺斯-阿尔卑斯-蓝色海岸大区瓦尔省的一个市镇，属于德拉吉尼昂区。

## 地理
萨莱讷（43°33'48"N, 6°14'2"E）面积39.3 平方千米，位于法国普罗旺斯-阿尔卑斯-蓝色海岸大区瓦尔省，该省份为法国东南部沿海省份，北起上普罗旺斯阿尔卑斯省，西北角与沃克吕兹省接壤，西接罗讷河口省，南濒地中海，东临滨海阿尔卑斯省。
与萨莱讷接壤的市镇（或旧市镇、城区）包括：欧普斯、昂特勒卡斯托、锡扬拉卡斯卡德、维勒克罗兹、圣昂托南迪瓦。

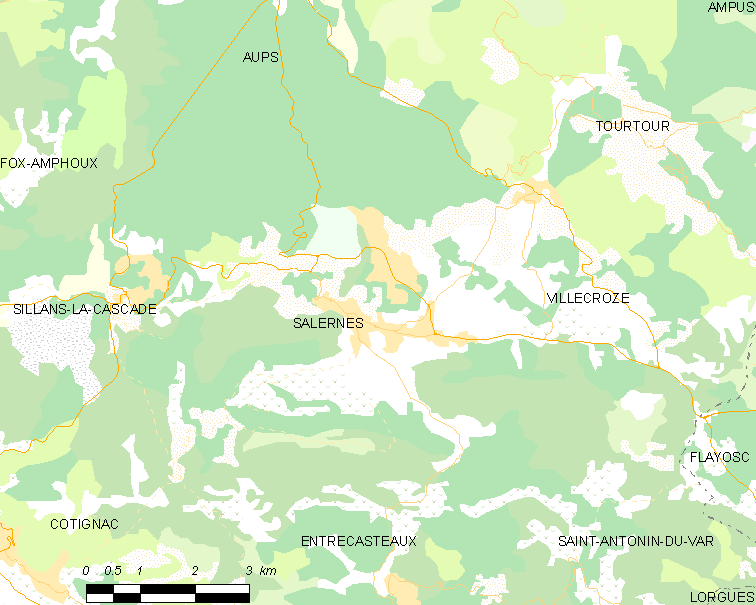
萨莱讷的OSM定位图

萨莱讷的时区为UTC+01:00、UTC+02:00（夏令时）。

## 行政
萨莱讷的邮政编码为83690，INSEE市镇编码为83121。

## 政治
萨莱讷所属的省级选区为弗拉约斯克县。

## 人口

1962-2008年间萨莱讷人口变化图示

萨莱讷于2022年1月1日时的人口数量为3812人。